# Super-Recognizer
Super-Recognizer ist eine Bezeichnung für Menschen, die sich überdurchschnittlich gut Gesichter einprägen und diese wiedererkennen können.

## Wissenschaft
Obwohl sich die Wissenschaft schon länger mit der Gesichtserkennung beschäftigt, befindet sich die Erforschung dieser Fähigkeit noch am Anfang, da sie erst 2009 entdeckt wurde. Im Rahmen der Erforschung der pathologischen Gesichtserkennungsschwäche Prosopagnosie untersuchten Wissenschaftler von der Harvard University auch vier Personen, die behaupteten, Gesichter besser erkennen zu können. Zurzeit geht man davon aus, dass 1–2 Prozent der Weltbevölkerung über diese Fähigkeit verfügt. Diese als „Super-Recognizer“ bezeichneten Personen hätten dabei weit überdurchschnittliche Ergebnisse erzielt. Eine Studie von 2016 weist allerdings darauf hin, dass Super-Recognizer eine Fehlerquote von bis zu 33 % hätten, im Vergleich zu 42 % einer Kontrollgruppe.

## Anwendung in der Kriminalistik
Da Super-Recognizer behaupten, oft schon nach einer flüchtigen Begegnung auch noch Jahre später Personen wiedererkennen zu können, auch wenn diese sich äußerlich stark verändert hätten, sind sie auch für Strafverfolgungsbehörden interessant. In diesem Punkt seien sie auch der technischen Gesichtserkennung voraus, andere Studien relativieren dies. Später erfolgte Untersuchungen mit weiterentwickelten Gesichtserkennungsalgorithmen lieferten das Ergebnis, dass die Kombination von Super-Recognizern mit computerunterstützter Gesichtserkennung die Erkennungsquote weiter erhöhen könne. Die Methodik und Ergebnisse der Studien werden von kritischen Stimmen allerdings angezweifelt. Der Einsatz von Super-Recognizern sei verbunden mit der Möglichkeit, unschuldig in Verdacht zu geraten (Zufallstreffer durch Fehlerquoten), den Polizeibehörden wird vorgeworfen, Werte zu schönen. Die Trefferquote sei stark abhängig von äußeren Begebenheiten wie z. B. Lichtverhältnissen und Blickwinkel, die im Polizeialltag nicht immer ideal seien.
Es stellt sich außerdem die Frage, welchen Stellenwert die Super-Recognizer bei der Beweisaufnahme vor Gericht haben, besonders da das Phänomen schlecht erforscht ist. In den Medien verweise die Polizei auf „Erfolge“, wenn der Einsatz von Super-Recognizern beispielsweise zu Festnahmen geführt habe; festzustellen, ob eine Person jedoch tatsächlich schuldig sei, ist aber Aufgabe des Gerichts.
Nachdem es 2011 zu Ausschreitungen in England gekommen war, mussten etliche Überwachungsbilder gesichtet werden. Dabei habe sich herausgestellt, dass die Polizisten, die Gesichter überdurchschnittlich gut erkennen könnten, auch überdurchschnittlich viele Tatverdächtige identifizieren könnten; ein Polizist alleine behauptete, 180 Personen zu erkennen.
2015 gründete der Metropolitan Police Service eine Einheit aus Super-Recognizern, die „innerhalb von vier Monaten mehr als 500 Verdächtige in zuvor ungeklärten Kriminalfällen anhand von Überwachungsvideos identifiziert[e]“, was eine Verdreifachung zu vorher darstellte. Sie halfen auch bei den Ermittlungen zu den Übergriffen in der Silvesternacht 2015/16 in Köln.
Mitte 2018 stellte das Polizeipräsidium München in einem Pilotprojekt eine Gruppe von Super-Recognizern zusammen, die in der zweiten Jahreshälfte rund 200 Kriminalfälle aufklärte. Der Spiegel berichtet in seiner Online-Ausgabe, dass in dem Tatkomplex Ausschreitungen und Plünderungen in Stuttgart (2020) „jeder zweite der bislang rund 140 Tatverdächtigen von sogenannten Super-Recognisern der Polizei wiedererkannt worden“ sei.